# Nagrak (Pacet)
Nagrak is een bestuurslaag in het regentschap Bandung van de provincie West-Java, Indonesië. Nagrak telt 9889 inwoners (volkstelling 2010).